# Вионне, Мадлен

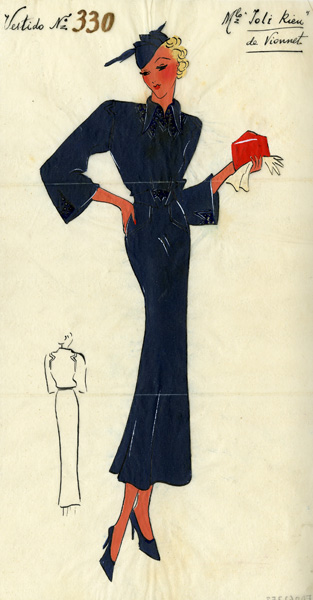
Макет платья от Мадлен Вионне

Мадлен Вионне, Madeleine Vionnet (произносится [ma.də.lɛn vjɔ.ne]; 22 июня 1876 года, департамент Луаре, Франция — 2 марта 1975 года, Париж) — французский модельер. Образование получила в Лондоне, но вернулась во Францию, где создала первый Дом моды в Париже в 1912 году. Вионне была одним из ведущих дизайнеров Парижа в период 1919–1939 годов, несмотря на временное закрытие Дома моды на период Первой мировой войны (1914–1919), а в 1939 ей и вовсе пришлось закрыть свой Дом и в 1940 году выйти на пенсию. Вионне называли «королевой косого кроя» и «архитектором портних». Она наиболее известна своими элегантными платьями в греческом стиле и популяризацией косого кроя в мире моды, чем вдохновила многих дизайнеров.
В родном городе Мадлен Вионне есть улица ее имени.

## Биография
Родилась Мадлен Вионне 22 июня 1876 года в небольшом городке Шьёр-о-Буа, в бедной семье. Родители разошлись, когда она была ещё маленькой, и девочка, оставшись с отцом, сборщиком пошлин, переехала в Обервилье. Вионне уже в двенадцать лет начала свой профессиональный путь в качестве швеи. После недолгого замужества (в 18 лет) и потери ребёнка она бросила мужа и пересекла Ла-Манш, начав работать швеёй в лечебнице. Затем она работала в Лондоне на Довер-стрит, в районе Мэйфэр, у известной британской швеи Кейт Рейли, которая одевала британское высшее общество, копируя парижские модели. Но спустя некоторое время Вионне возвращается в Париж и устраивается на работу в модный дом Callot Soeurs, где она проработала шесть лет, однако из-за разногласий с управляющим решает покинуть его. Старшей из сестер Калло, Мари Калло Гербер, удается убедить Мадлен остаться с помощью предложения продвижения по службе, которое давало возможность импровизации в дизайне и работы с самой Гербер. Позже Мадлен говорила о Мари Калло Гербер как о «великой женщине», которая смогла поднять её профессионально на несколько ступеней вверх, благодаря опыту, полученному в Callot Soeurs: «без примера Callot Soeurs я бы продолжила выпускать "форды". Именно благодаря им я смогла делать "роллс-ройсы"».
Но в её стиле был один нюанс: её стремление к простоте противоречило кружевным оборкам модного дома. Она создавала модели для Жака Дусе в период с 1907 по 1911, приглашая для показа босоногих моделей, и использовала дизайн свободной мантии, что также противоречило стилю дома Callot Soeurs.
В 1912 году она основала собственный Дом моды «Вионне» (Vionnet), который закрылся в 1914 году в связи с началом Первой мировой войны. Восстановив дом в 1923 году, Вионне открыла новое помещение на авеню Монтень, которое стало известно как «Храм моды». В 1925 году модный дом Vionnet расширился: появился магазин на Пятой авеню в Нью-Йорке.
В 30-х годах прошлого века одежда Вионне занимала ведущие позиции в высокой моде, задавая тенденции чувственными платьями, которые носили такие всемирно известные актрисы, как Марлен Дитрих, Кэтрин Хепбёрн, Джоан Кроуфорд и Грета Гарбо. Представление Вионне о женской форме произвело революцию в современной одежде, а успех её уникального покроя обеспечил ей хорошую репутацию. Она боролась за законы об авторском праве в моде. Она ввела то, что в то время считалось революцией в трудовой практике: оплачиваемый отпуск и декретный отпуск, детский сад, столовую, а также врача и стоматолога для своих рабочих.

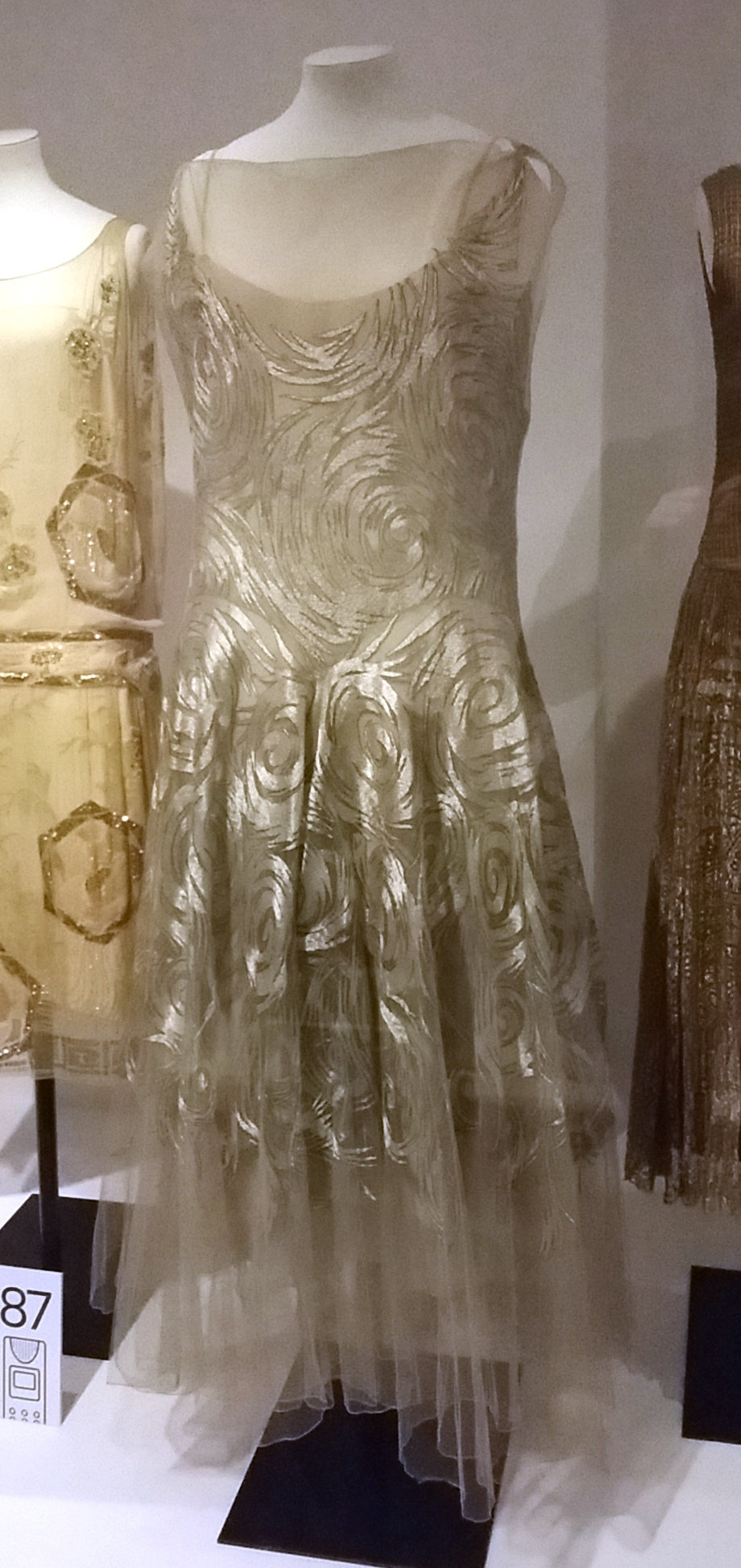
Madeleine Vionnet, вечернее платье, ок. 1931 г. Вышивка по шелковой сетке

Начало Второй мировой войны вынудило Вионне закрыть свой Дом моды в 1939 году, и в 1940 году она вышла на пенсию. Вионне создала около 12 000 предметов одежды за свою карьеру. Будучи очень закрытой личностью, Вионне избегала публичных мест и всевозможных раутов. Несмотря на свой успех в качестве дизайнера, она выразила неприязнь к миру моды, заявив: «Что можно говорить о школе Вионне, если я являлась врагом моды? В сезонных и неуловимых её прихотях есть что-то поверхностное и непостоянное, оскорбляющее моё чувство прекрасного». Вионне не искала славы, не гналась за титулом «величайшего дизайнера своего времени», предпочитая оставаться верной своему собственному видению женской красоты.

## Стиль и технология
Наряду с Коко Шанель, Вионне приписывают переход от строгой одежды к более женственной и мягкой. В отличие от Шанель, Вионне не испытывала потребности в саморекламе. Её выход на пенсию в 1940 году не дал возможности развиться её направлению в полной мере. Мадлен Вионне говорила, что «когда женщина улыбается, её платье должно улыбаться вместе с ней». Избегая корсетов, набивок, жёсткости и всего, что искажает естественные изгибы женского тела, она стала известной благодаря одежде, подчёркивающей естественные женские формы. Под влиянием современных танцев Айседоры Дункан Вионне создала дизайн, демонстрирующий естественную форму женщины. Как и Дункан, Вионне вдохновлялась древнегреческим искусством, в котором одежда, казалось, свободно струится вокруг тела, а не искажает или формирует его контуры. Её стиль за время карьеры относительно мало изменился, хотя в 1930-х годах он стал немного более актуальным.
В 1920-х годах Vionnet произвела ажиотаж, разработав одежду, в которой использовался косой крой, техника разрезания ткани по диагонали к волокнам ткани, позволяющая ей струиться по телу, растягиваясь и двигаясь вместе с телом. Хотя сама Вионне не изобрела метод кроя ткани по диагонали, она была первой, кто использовал разрезы по диагонали для всей одежды. Её работа контрастировала с существующей одеждой, в которой использовался косой крой для части наряда или украшений на ней, а основу составлял раскрой по прямой линии. Использование Вионне косого кроя для создания гладкого, облегающего образа произвело революцию в женской одежде и вывело её на вершину мира моды. Хотя иногда приписывают это изобретение именно ей, Вионне утверждала, что применила технику, уже используемую в юбках, отделках и украшениях, к платьям в полный рост. Как опытный кутюрье, Вионне знала, что ткани косого покроя можно задрапировать, чтобы они соответствовали изгибам женского тела и подчеркивали плавность движений. Она использовала крой, чтобы раскрыть потенциал для выражения и движения, сочетая комфорт и движение, а также форму в своих проектах.
Сложный и длительный процесс создания моделей, включающий: раскрой, драпировки, распределение рисунков и орнаментов на ткани, сначала производился на миниатюрных манекенах (куклах) и только потом воплощался в реальных изделиях. Вионне использовала такие материалы, как крепдешин, габардин и атлас, шифон, шёлк или марокканский креп, что было нетипичным для женской моды 20–30-х годов. Она заказывала ткани на два ярда шире, чем необходимо, чтобы уложить драпировку и создать одежду (особенно платья), которая была воплощением роскоши и чувственности, но в то же время простой и современной. Характерные признаки стиля Вионне, самой ею изобретенные, — "платье-платок" (без застежки), воротник-хомут и завязки на шее (ныне — т. н. "халтер").

### Влияние на более поздних дизайнеров
Мадлен Вионне считается одним из самых влиятельных модельеров XX века. И её необычный крой, и её изысканно-чувственный подход к моде имеют сильное и всепроникающее влияние на современную моду, чему свидетельством — коллекции таких дизайнеров прошлого и настоящего, как Осси Кларк, Холстон, Джон Гальяно, Comme des Garçons, Аззедин Алайя, Иссэй Миякэ и Маркеза. Миякэ однажды заметил, что, когда он впервые увидел работу Вионне, «впечатление было похоже на то удивление, которое испытываешь при виде женщины, выходящей после купания, облаченной единственно в кусок прекрасной ткани». Вионне вдохновляла модельеров, таких как Марсель Шомон, и была крестной ее дочери, французской писательницы Мадлен Шапсаль.